# Pierre Renoir
Pierre Renoir (París, 21 de marzo de 1885 - ibídem, 11 de marzo de 1952) fue un actor francés de cine y teatro. Era hijo del pintor impresionista Pierre-Auguste Renoir y hermano mayor del cineasta Jean Renoir (1894-1979) y del productor de cine Claude Renoir, conocido como Cocó (1901-1969).

## Vida y carrera
Pierre Renoir nació en la calle Houdon n.º 18, a unos cien metros de la plaza Pigalle, en el distrito 18 de París, el 21 de marzo de 1885. Su padre era el pintor impresionista Pierre-Auguste Renoir y su madre la modista y modelo Aline Charigot. Ellos no se casaron hasta el 14 de abril de 1890.
Estudió en la escuela St. Croix de Neuilly-sur-Seine. En 1905 ingresó al Conservatorio Nacional de Arte Dramático. En 1908 ganó dos segundos premios (tragedia y comedia) y en 1909 un primer premio en tragedia. Esta brillante tarjeta de presentación le permitieron ser parte, en septiembre de 1908, de la compañía del teatro del Odeón, entonces dirigido por André Antoine, del que se separó en 1910 para unirse a la compañía de Lucien Guitry, que presentan el Chantecler, de Edmond Rostand.
Debutó en el cine en 1912 en La Digue, primera obra de Abel Gance
En el periodo de la Primera Guerra Mundial (1914-1918) Pierre Renoir asumió el cargo de presidente de la Asociación de Directores de Teatro de París (DTPA). Por lo tanto, fue uno de los interlocutores de la Propaganda Staffel, que estaba muy interesada en la vida cultural de la capital. Se desconoce el papel que jugó Pierre Renoir. Posiblemente estuvo en contacto con su hermano menor, Claude (que fue una figura importante de la resistencia en la sureña región de Niza). Inmediatamente después de la liberación de París, Renoir fue uno de los primeros firmantes del llamamiento de los intelectuales franceses titulado «Unidos por la grandeza de la patria».
Durante 11 años se presentó en los escenarios de los teatros del Ambigú y de la Porte Saint-Martin, convirtiéndose así en una de las estrellas de los teatros del bulevar. Entre 1921 y 1927 interpretó notablemente a Pagnol, a Crommelynck, a Colette. Dirigió unos meses el teatro de Mathurins. El trabajo era cada vez más escaso, y Renoir buscó un nuevo camino.

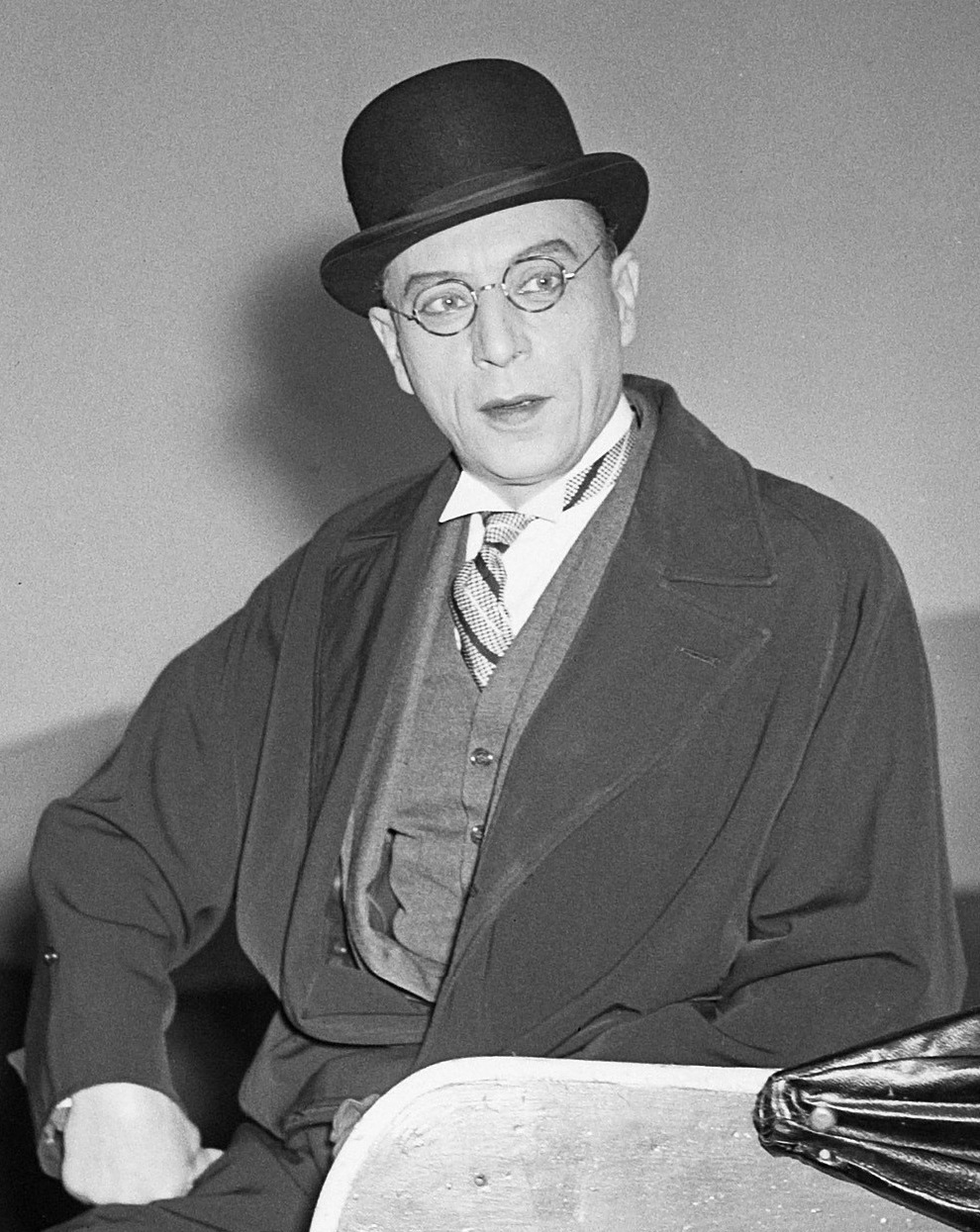
El director de teatro Louis Jouvet, en 1950.

El año 1928 marca un punto de inflexión en su carrera, porque se unió a la Comédie des Champs-Elysées, la compañía de Louis Jouvet (1887-1951), de quien se convirtió en amigo y confidente durante 23 años (hasta la muerte de Jouvet). En este teatro ―y a continuación, en L'Athénée―, Renoir interpreta a la mayoría de los protagonistas masculinos de la obra teatral de Jean Giraudoux (Siegfried, Amphitryon 38, Intermezzo, Tessa, La guerra de Troya no se llevará a cabo, Suplemento al viaje de Cook, L'impromptu de París). 
También interpretó obras de Marcel Achard, Jules Romains, Stève Passeur, Pierre Drieu La Rochelle, Roger Martin du Gard, Prosper Mérimée, Sutton Vane, Alfred Savoir, Emile Mazaud, La Fontaine, Jean Cocteau, y de clásicos como Molière.
Se presentó en los teatros parisinos, pero también en varias ciudades de provincia y en otros países, como Bélgica, Portugal, España, Argelia, Túnez, Italia, Suiza, Escocia, Egipto, Polonia, Checoslovaquia, Austria, Alemania Occidental, Quebec (Canadá), Estados Unidos).
En 1932 interpretó por primera vez en la pantalla al famoso comisario Maigret (en La noche de Carrefour).
En septiembre de 1944 fue nombrado primer presidente de la Comisión Gubernamental de Purificación, dependiente de la Dirección de Bellas Artes del Ministerio de Educación de Francia.
Su papel más reconocido como actor fue representando a Jericó, el Trapero, en la película Los niños del paraíso (Les Enfants du Paradis, 1945). 
El actor Robert Le Vigan había filmado sus escenas como el pobre Jericó, pero repentinamente abandonó el proyecto. Entonces ―para sustituir a Le Vigan― la empresa contrató en el último momento a Pierre Renoir, que filmó nuevamente todas las escenas de Jericó. 
En 1947, Pierre Renoir se convirtió en el presidente de la Federación del Espectáculo CGT. Como tal, ocupó diversos cargos en organismos nacionales o internacionales (sobre todo dentro de la UNESCO y del comité organizador del Festival de Cannes).

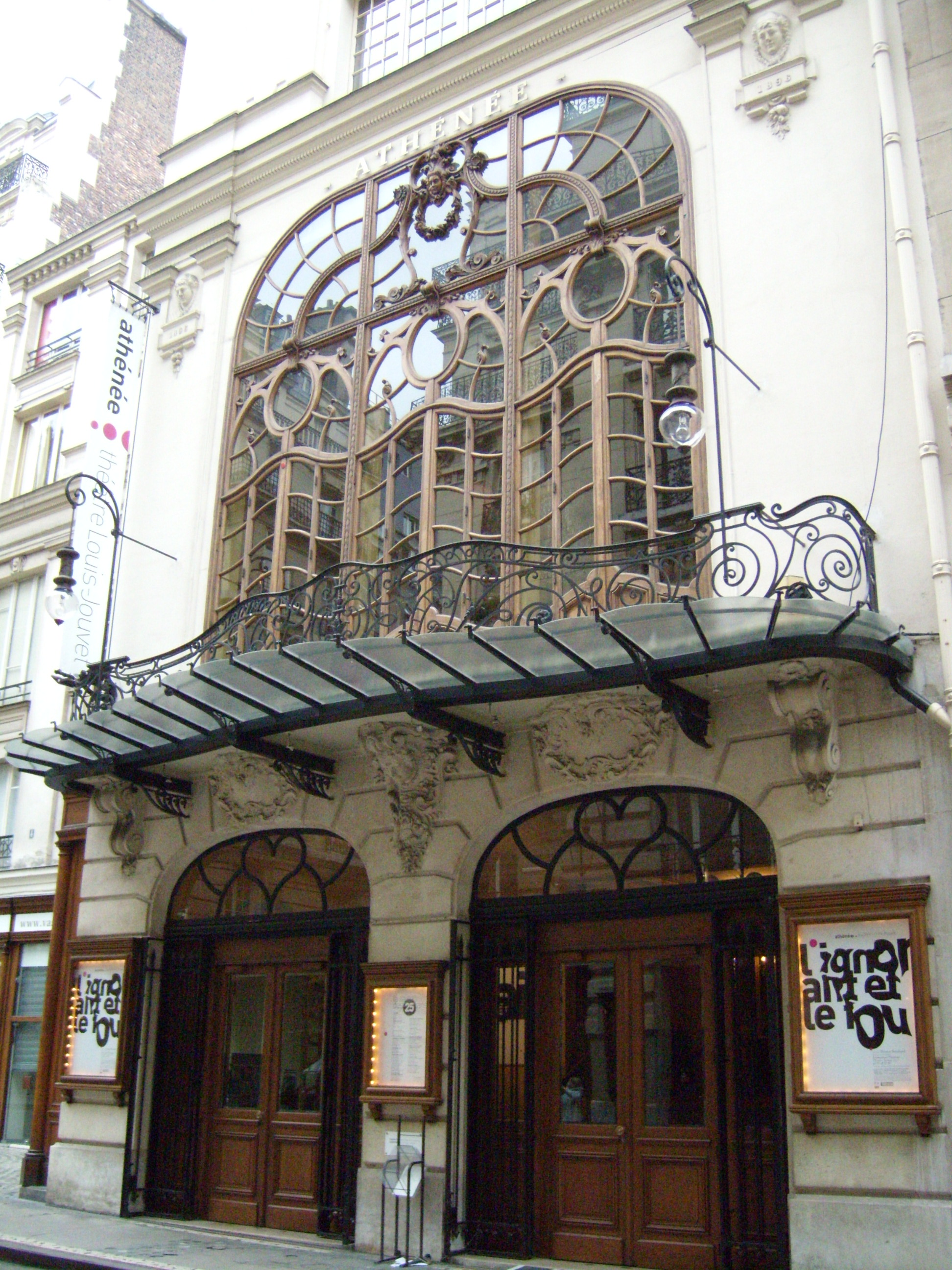
El Théâtre de l'Athénée parisino ―hoy llamado Teatro Louis Jouvet― donde Pierre Renoir desarrolló gran parte de su labor teatral.

El 16 de agosto de 1951 falleció en París su amigo el director Louis Jouvet, a quien Renoir familiarmente llamaba su «hermano mayor». Pierre afirmó en una entrevista: 

Durante veintitrés años estuvimos juntos. Hemos charlado prácticamente todos los días. Nuestro trabajo ha sido constante. Teníamos dos temperamentos absolutamente diferentes. Quizá por eso nos llevábamos tan bien. Él me aportó algo, yo le aporté algo, formábamos una especie de unidad. Debo confesar que para mí es una pérdida terrible. Algo de mí se ha ido.
Pendant vingt-trois ans nous ne nous sommes pas quittés ou presque. Nous avons eu des rapports pour ainsi dire quotidiens. Notre travail a été constant. Nous avions deux tempéraments absolument différents. C'est peut-être pour cela que nous nous entendions extrêmement bien. II m'apportait quelque chose, je lui apportais quelque chose, cela formait une espèce d'unité. Je dois avouer que c'est pour moi une perte épouvantable. C'est quelque chose de moi qui est parti.
Pierre Renoir

Pierre Renoir ocupó el lugar de Jouvet como director del Théâtre de l'Athénée. Apenas seis meses después, Renoir murió en París en su apartamento en la avenida Frochot ―a unos pocos cientos de metros de su lugar de nacimiento―, el 11 de marzo de 1952. Descansa en el cementerio de Essoyes ―a unos 50 km de París― con sus padres, sus dos hermanos (Jean y Claude) y su hijo Claude.
El único hijo de Pierre Renoir fue el director de fotografía Claude Renoir (1913-1993), que generalmente es confundido con el hermano de su padre, Claude Cocó Renoir.

## Filmografía
El nombre de Pierre Renoir aparece en los créditos de 65 películas:
- 1911: La digue
- 1918: Marion de Lorme, como Luis XIII, rey de Francia
- 1925: La fille de l'eau, como campesino
- 1928: Morgane la sirène (acreditado como Renoir)
- 1932: La nuit du carrefour, como el comisario Maigret
- 1933: L'agonie des aigles, como el coronel de Montander
- 1934: Madame Bovary, como Charles Bovary
- 1935: La route impériale, como el mayor Hudson
- 1935: Tovaritch, como Gorotchenko
- 1935: La bandera, como el capitán Weller
- 1935: Veille d'armes, como el comandante Branbourg
- 1936: Razumov: Sous les yeux d'occident, como un policía
- 1936: Les loups entre eux, como Gottfried Welter
- 1936: Quand minuit sonnera, como Jean Verdier
- 1937: L'homme sans coeur, como Sourdier
- 1937: L'île des veuves, como Ralph Berry
- 1937: Boissière, como el general Von Hubner
- 1937: La citadelle du silence, como Stepan
- 1938: Mollenard, como Bonnerot
- 1938: La Marseillaise, como Luis XVI, rey de Francia
- 1938: Légions d'honneur, como el abogado
- 1938: Les nuits blanches de Saint-Pétersbourg, como Iván Borowsky
- 1938: L'affaire Lafarge, como Charles Lafarge
- 1938: Le patriote, como Pahlen
- 1938: La piste du sud, como Stolberg
- 1938: La maison du Maltais, como Chervin
- 1938: Le révolté, como el capitán Yorritz
- 1939: Serge Panine, como Cayrol
- 1939: Le récif de corail, como Abboy
- 1939: Nord-Atlantique, como el capitán Jeff Cooper
- 1939: Pièges, como Brémontière
- 1939: Le paradis de Satan, como Aristophélès
- 1941: Ceux du ciel, como Pierron
- 1941: L'embuscade, como Jean Guéret
- 1941: Le pavillon brûle, como Jourdinsse
- 1941: Histoire de rire, como Jules Donaldo
- 1942: Nadia la femme traquée, como Daminoff
- 1942: Macao, l'enfer du jeu, como Werner von Krall
- 1942: La loi du printemps, como Frédéric Villaret
- 1942: Le journal tombe à cinq heures, como François Marchal
- 1942: Dernier atout, como Rudy Score
- 1942: L'appel du bled, como Michaud
- 1943: Le loup des Malveneur, como Reginald de Malveneur
- 1943: Madame et le mort, como Charles de Bruine
- 1943: Tornavara, como Sigurd Framrus
- 1944: Le voyageur sans bagages, como Georges Renaud

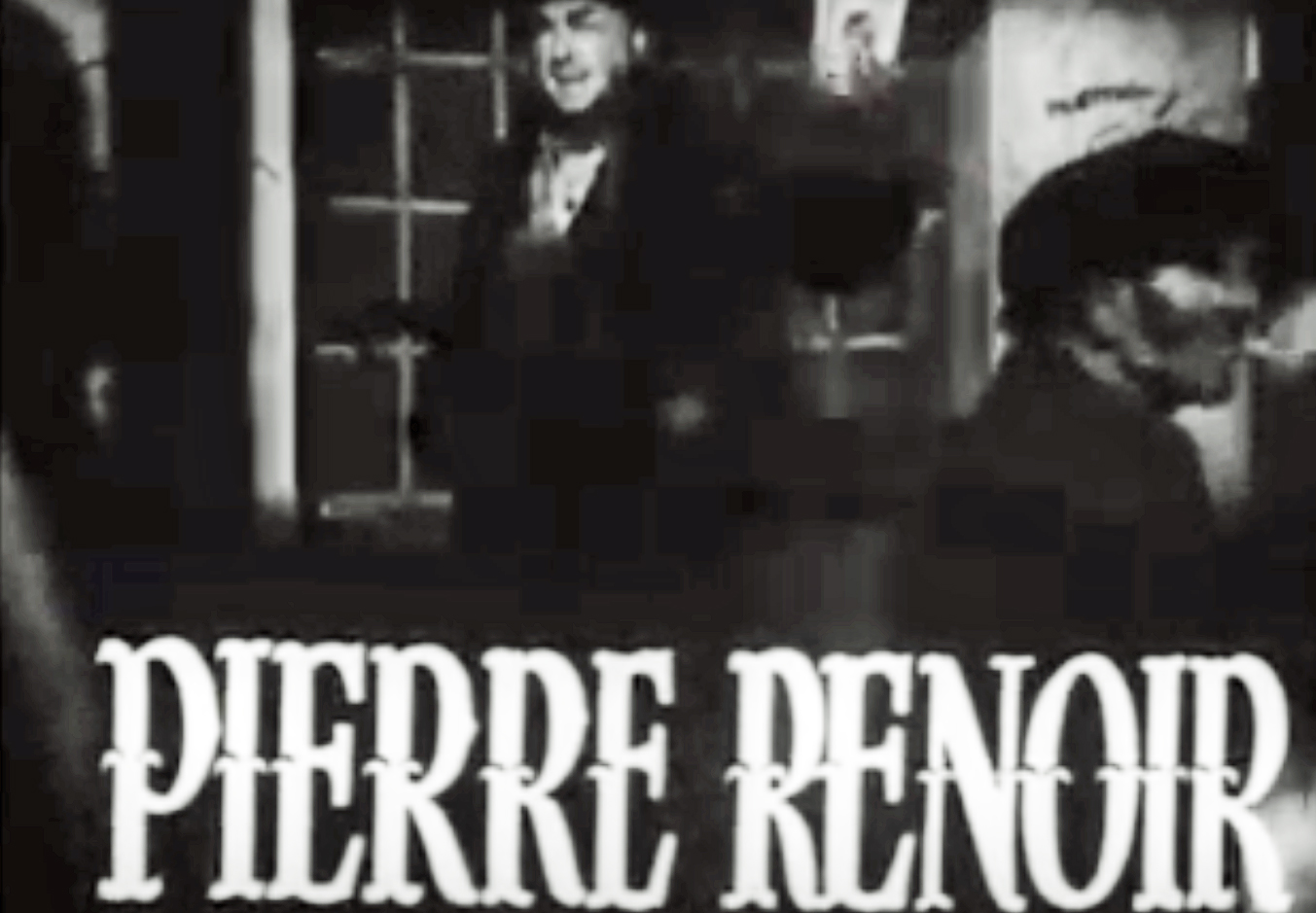
Pierre Renoir caracterizado como Jericó en el tráiler estadounidense de la película Les enfants du Paradis (Children of Paradise), de 1945).

- 1945: Les enfants du paradis, como Jéricho
- 1945: Le père Goriot, como Vautrin
- 1945: Le mystère Saint-Val, como Dartignac
- 1945: Marie la Misère, como Pierre Desormes
- 1945: Peloton d'exécution, como el coronel
- 1946: Mission spéciale, como Landberg (alias Moravetz), el jefe de la red de inteligencia alemana
- 1946: Le capitan, como el duque D'Angoulême
- 1947: Coïncidences, como Mr. Bardolas
- 1947: Les trafiquants de la mer, como el príncipe Boris Mentischev
- 1948: La dame d'onze heures, como Gerard Pescara
- 1948: Cargaison clandestine, como el prefecto de policía
- 1948: La grande volière, como Vallette
- 1949: Scandale aux Champs-Élysées, como Dominique Airelle
- 1949: Le mystère de la chambre jaune, como el profesor Stangerson
- 1949: La ferme des sept péchés, como el fiscal/procurador
- 1950: Le furet, como el dr. Dauvel-Juste
- 1950: Menace de mort, como Bernier
- 1951: Knock, como el farmacéutico Mousquet
- 1952: Le jugement de Dieu, como el duque Ernest de Bavière.